# Jince
Jince (deutsch Jinetz, älter auch Ginetz, Ginte) ist eine Minderstadt in Tschechien. Sie liegt elf Kilometer nördlich von Příbram und gehört zum Okres Příbram.

## Geographie
Jince befindet sich im Durchbruchstal der Litavka durch den Brdy linksseitig des Flusses. Südlich des Ortes liegt das Kasernengelände des zum 31. Dezember 2015 aufgelösten Truppenübungsplatzes Brdy. Jince wird von mehreren Bergen umgeben, dies sind der Plešivec (653 m) im Norden, der Písek (690 m) im Osten, der Vystrkov (541 m) im Südwesten und der Špičák (579 m) im Nordwesten.
Nachbarorte sind Rejkovice im Norden, Běštín im Nordosten, Běřín im Osten, Amerika und Čenkov im Südosten, Dominikální Paseky im Süden, Velcí im Südwesten, Ohrazenice im Westen sowie Evženov und Křešín im Nordwesten.

## Geschichte
Jince war ein Zentrum des mittelalterlichen Eisenbergbaus im Brdywald. Die erste urkundliche Erwähnung von Jince erfolgte 1390 in einer Urkunde Wenzels IV. über die Erneuerung einer Eisenhütte.
Im Jahre 1644 erwarb das Geschlecht der Wratislaw von Mitrowitz auf Dírná Jince und besaß die Herrschaft 155 Jahre. 1646 wurde der erste Hochofen angelegt. Im 18. Jahrhundert entstand das Barockschloss. Der neue Inhaber der Herrschaft Jince, Rudolf Graf von Würben, ließ 1810 den mit Holzkohle befeuerten Hochofen Barbara errichten, der bis 1874 produzierte.
Der Paläontologe Joachim Barrande untersuchte zu Beginn des 19. Jahrhunderts die Gegend und fand hier Trilobiten. Ein Exemplar eines Ellipsocephalus hoffi findet sich heute im Wappen des Fleckens wieder.
Seit dem Jahre 1900 ist Jince eine Marktgemeinde. Im Jahre 1924 entstand im Brdywald ein Artillerieschießplatz. 1940 stellte in Jince die letzte Schmiede ihre Arbeit ein. Nach dem Zweiten Weltkrieg wurde dieser Status nicht erneuert, seit dem 17. Oktober 2006 ist Jince wieder ein Flecken.

## Ortsgliederung
Der Městys Jince besteht aus den Ortsteilen Běřín (Bierschin), Jince (Jinetz), Rejkovice (Rejkowitz) und Velcí. Grundsiedlungseinheiten sind Běřín, Jince und Rejkovice.
Das Gemeindegebiet gliedert sich in die Katastralbezirke Běřín, Jince und Rejkovice.

## Sehenswürdigkeiten

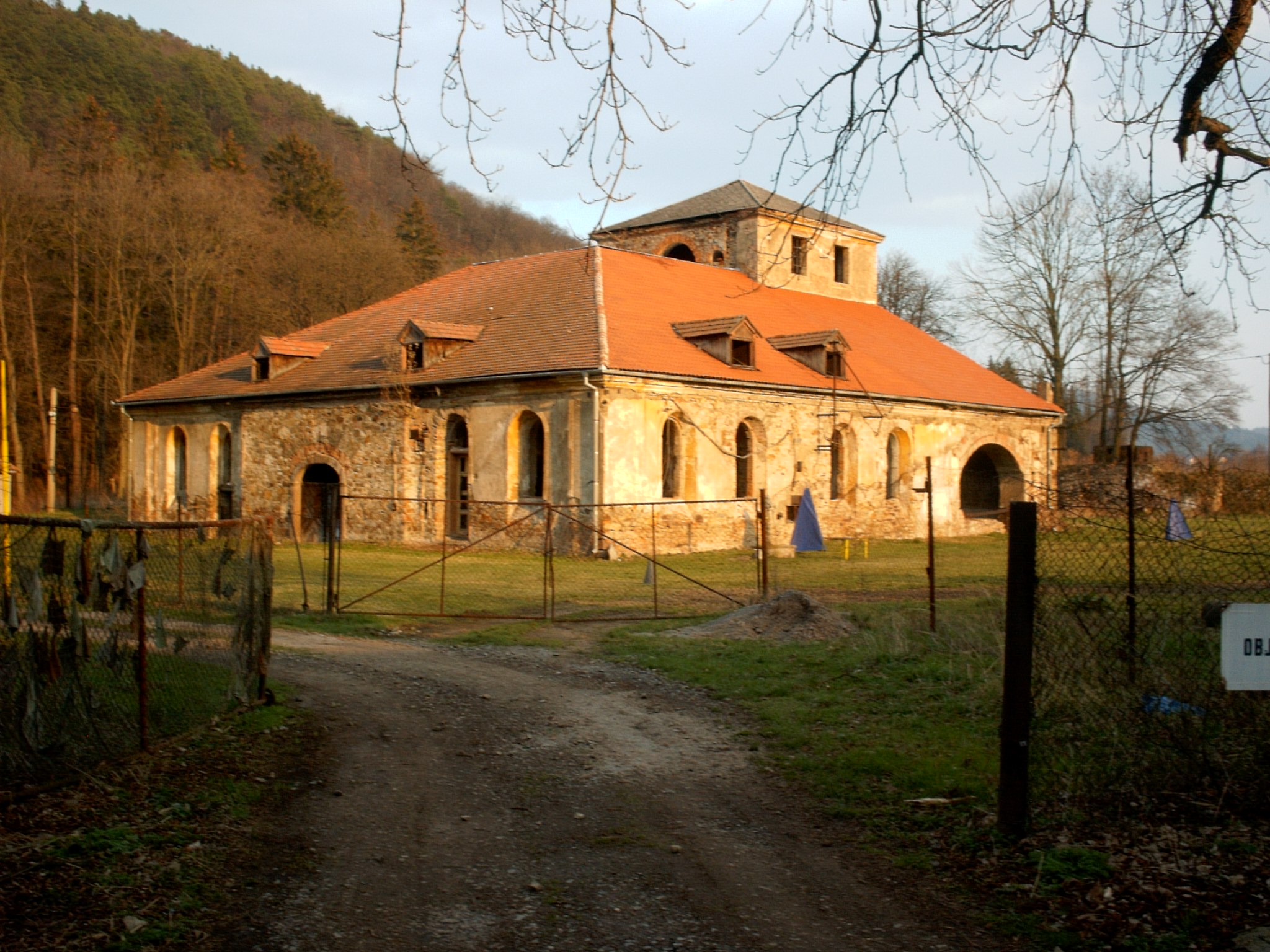
Hochofen Barbora

- Kirche St. Nikolaus, erbaut im 17. Jahrhundert anstelle eines hölzernen Vorgängerbaus
- Hochofen Barbora (Barbara), 1810 durch Rudolf Graf von Würben gegründet, technisches Denkmal
- Schloss Jince, im 19. Jahrhundert zu einer Brauerei umgebaut, heute ruinös

## Söhne und Töchter des Ortes
- Josef Slavík (1806–1833), Violinist